# Našice
Našice é uma cidade no leste da Croácia, pertencente ao condado de Osijek-Barânia. No censo de 2010 possuía uma população de 16,224 habitantes. Esta distante certa de 169km da capital do país, Zagreb. 
Na atividade econômicas primarias, destaca-se na agricultura e pesca, com uma área de rios e lagos. Na area industrial tem maior destaque na segmento de processamento e metal, cimento, madeira, além de alimentos industrializados.
Na área cultural possui diversas igrejas com estilo gótico europeu, além de um memorial para os soldados croatas mortos pela forças armadas iugoslavas.

## Referencia
- http://pt.db-city.com/Cro%C3%A1cia--Osje%C4%8Dko-baranjska--Na%C5%A1ice
- http://www.pag.hr/